# Berlandiella querencia
Berlandiella querencia es una especie de araña cangrejo del género Berlandiella, familia Philodromidae. Fue descrita científicamente por Lise & Silva en 2011.

## Distribución
Esta especie se encuentra en Brasil.